# کورته فرانکا
کورته فرانکا (به ایتالیایی: Corte Franca) یک کومونه در ایتالیا است که در استان برشا واقع شده‌است. کورته فرانکا ۱۴ کیلومتر مربع مساحت و ۷٬۲۳۶ نفر جمعیت دارد و ۲۲۰ متر بالاتر از سطح دریا واقع شده‌است.